# Полдарк
«Полдарк» (англ. Poldark) — серия исторических романов Уинстона Грэма (1908—2003), которые выходили в свет в 1945—1953 гг. и затем продолжили публиковаться в 1973—2002 гг. Серия книг состоит из двенадцати романов: действие первых семи происходит в конце XVIII века (сюжет завершается Рождеством 1799 года), а оставшихся пяти — в первой четверти XIX века, а сюжет сосредоточен на потомках героев предыдущих романов. Первые четыре романа из серии Грэм написал в 1940-х и 1950-х годах, а затем после перерыва в 20 лет он решил продолжить серию — роман «Затмение» был опубликован в 1973 году.
Главный герой, офицер британской армии Росс Полдарк, возвращается домой в Корнуолл с Войны за независимость США и обнаруживает, что его невеста Элизабет Чайновет, посчитав его мёртвым, обручена с его кузеном Фрэнсисом Полдарком. Росс пытается восстановить своё благосостояние, открыв заброшенную медную шахту. Через несколько лет он женится на бедной служанке Демельзе Карн и постепенно примиряется с потерей любви Элизабет.
BBC дважды адаптировал романы в телесериал: классический «Полдарк» выходил в 1975—1977 гг., а премьера новой версии «Полдарка» состоялась в 2015 году.

## Список книг
Подзаголовком всех книг является «Корнуоллская история» (англ. A Novel of Cornwall).
| №  | Название на русском   | Оригинальное название     | Годы действия | Первая публикация |
| -- | --------------------- | ------------------------- | ------------- | ----------------- |
| 1  | Росс Полдарк          | Ross Poldark              | 1783-87       | 1945              |
| 2  | Демельза              | Demelza                   | 1788-90       | 1946              |
| 3  | Джереми Полдарк       | Jeremy Poldark            | 1790-91       | 1950              |
| 4  | Уорлегган             | Warleggan                 | 1792-93       | 1953              |
| 5  | Затмение              | The Black Moon            | 1794-95       | 1973              |
| 6  | Четыре голубки        | The Four Swans            | 1795-97       | 1976              |
| 7  | Штормовая волна       | The Angry Tide            | 1798-99       | 1977              |
| 8  | Незнакомец из-за моря | The Stranger from the Sea | 1810-11       | 1981              |
| 9  | Танец мельника        | The Miller’s Dance        | 1812-13       | 1982              |
| 10 | Чаша любви            | The Loving Cup            | 1813-15       | 1984              |
| 11 | Погнутая сабля        | The Twisted Sword         | 1815          | 1990              |
| 12 | Белла Полдарк         | Bella Poldark             | 1818-20       | 2002              |

## Главные герои

### Росс Полдарк
Росс Полдарк является протагонистом книг. В первом романе серии Росс Полдарк возвращается домой с Американской войны за независимость и узнаёт, что его невеста Элизабет собирается выйти замуж за его кузена Фрэнсиса, так как все решили, что Росс погиб. Потеря Элизабет делает жизнь Росса безрадостной. Росс принимает наследство своего недавно скончавшегося отца, которое включает неприбыльный медный рудник. Потеряв Элизабет, которая выходит замуж за Фрэнсиса, Росс женится на Демельзе, девушке, которую он нанял как посудомойку несколько лет назад. Вскоре у них рождается дочь Джулия, которая в младенческом возрасте умирает от дифтерии; за последующие 20 лет появляются ещё четыре ребёнка: Джереми, Клоуэнс, Изабелла-Роуз и Генри.
В автобиографии Грэм утверждает, что персонаж Росса частично основан на лётчике-истребителе, которого он встретил в поезде во время Второй мировой войны.
В «Корнуолле Полдарка» Грэм раскрывает, что фамилию Полдарк он выдумал. Изначально он назвал персонаж в честь своего друга, химика по имени Полгрин. Однако Полгрин звучало не достаточно сильно и таинственно для персонажа, поэтому Грэм сменил его на Полдарк.

### Демельза Полдарк (урожд. Карн)
Дочь шахтёра Демельза, которая попадает в дом Росса Полдарка в качестве посудомойки, вместе со своей собакой Гарриком, не имеет особых перспектив в жизни. Тем не менее она вскоре вырастает в очаровательную, забавную и привлекательную девушку и в конце концов завоёвывает расположение Росса. Тёмноволосая и приземлённая, она является полной противоположностью утончённой Элизабет. Две женщины относятся друг к другу учтиво, но с некоторой настороженностью. Демельза проявляет смелость и преданность Россу, хотя нередко действует импульсивно, навлекая неприятности на них обоих. В автобиографии «Мемуары рядового человека» (англ. Memoirs of a Private Man) Грэм упомянул, что персонаж Демельзы по крайней мере частично основан на личности его собственной жены Джин Мэри Уильямсон (1913—1992), которая была родом из Корнуолла.

### Дуайт Энис
Дуайт Энис — молодой доктор, приезжающий в Корнуолл после учёбы в Лондоне. У него завязывается крепкая дружба с Россом, которая длится долгие годы и проверяется в деле. Он добросовестный и щедрый доктор, зачастую бесплатно оказывает медицинскую помощь бедным пациентам. У него возникает интрижка с женой шахтёра, что влечёт за собой трагические последствия. В конце концов он женится на молодой наследнице Кэролайн Пенвенен.

### Кэролайн Энис (урожд. Пенвенен)
Кэролайн — сирота, которую воспитывает богатый дядя Рэй. Волевая и независимая, она начинает отношения с Дуайтом Энисом вопреки воле дяди, их побег с целью женитьбы проваливается. Тем не менее, несколько лет спустя они всё-таки женятся — после того, как Дуайта спасают из французской тюрьмы. Первая дочь Кэролайн и Дуайта, Сара, рождается с пороком сердца и умирает в младенчестве. Позднее у них рождаются ещё две дочери, Софи и Мелиора.

### Элизабет (Полдарк) Уорлегган (урожд. Чайновет)
Первая любовь и невеста Росса Полдарка, Элизабет Чайновет решает, что жених погиб на войне, и выходит замуж за его кузена Фрэнсиса. Элизабет — утончённая и красивая женщина. Она старается быть хорошей женой Фрэнсису, однако может лишь наблюдать крах своего брака из-за алкоголизма, ненадёжности и неверности супруга. После гибели Фрэнсиса Элизабет борется с нищетой и одиночеством, и поэтому принимает предложение руки и сердца от Джорджа Уорлеггана. В первом браке у Элизабет рождается сын Джеффри Чарльз, во втором — сын Валентин и дочь Урсула.

### Джордж Уорлегган
Главный враг Росса Джордж принадлежит к новому классу промышленников и банкиров. Хотя он и расценивается аристократией как выскочка, с помощью безжалостности и коварства он становится чрезвычайно влиятельным. Всегда безукоризненно одетый и обходительный, он постоянно стремится увеличить своё благосостояние за счёт других, в том числе и Полдарков. Он влюблён в Элизабет и женится на ней после смерти Фрэнсиса.

### Фрэнсис Полдарк
Фрэнсис — кузен Росса и, в отличие от него, имеет склонность к легкомыслию, однако он эмоциональный человек и способен быть весьма упрямым. Кузены дружили в детстве, но их дружба проходит суровое испытание на прочность, когда Фрэнсис женится на Элизабет — и это имеет долгосрочные последствия для всех.

### Верити Блейми (урожд. Полдарк)
Сестра Фрэнсиса и кузина Росса, Верити описана как прямодушная девушка с пышными волосами и подвижным ртом. Она долгие годы оставалась послушной незамужней дочерью, ухаживая за своим отцом, Чарльзом Полдарком, и занимаясь делами поместья. Она влюбляется в морского капитана Эндрю Блейми. К несчастью, у него есть неприятная тайна, которая вскоре раскрывается и почти разрушает надежду Верити на счастье.

### Преподобный Осборн Уитворт
Осборн Уитворт мельком появляется в первых романах серии, а затем постоянно присутствует в нескольких следующих романах, когда женится на кузине Элизабет — Морвенне Чайновет. Больше всего Уитворта заботят женщины и деньги. Громогласный и наглый, он произносит проповеди, которые больше запугивают прихожан, чем вдохновляют. Когда жена отказывает ему в интимной близости во время своей беременности, он начинает роман с её пятнадцатилетней сестрой Ровеллой, который в конце концов и губит его.

## Телевизионные адаптации
- BBC адаптировал первые семь романов серии в 29-серийный телесериал «Полдарк», который выходил в 1975—1977 годах. Роль Росса Полдарка исполнил Робин Эллис, а Демельзы — Ангарад Рис.
- В 1996 году HTV снял пилотный эпизод потенциального сериала по роману «Незнакомец из-за моря». Серия была неоднозначно встречена фанатами, в том числе и из-за нового актёрского состава — Джон Боуи сыграл Росса Полдарка, а Мэл Мартин исполнила роль Демельзы. Фанаты и свыше пятидесяти членов «Общества ценителей Полдарка» устроили протест перед штаб-квартирой HTV в Бристоле, нарядившись в костюмы XVIII века[3]. Пилотный эпизод не имел успеха, и продолжать сериал не стали.
- В новой адаптации BBC 2015 года, также озаглавленной «Полдарк», титульную роль сыграл Эйдан Тёрнер, а Элеонор Томлинсон исполнила роль Демельзы[4]. Как и в случае с оригинальным сериалом 1975 года, показом «Полдарка» в США занимался канал PBS.

## История публикации
- Первый роман «Росс Полдарк» был опубликован в Великобритании в 1945 году. В США он был переиздан в 1951 году, причём название было сменено на «Отступник» (англ. The Renegade) и текст укорочен примерно на 12 %. С тех пор большинство изданий используют укороченный и переработанный текст[5].
- Второй роман «Демельза» был опубликован в Великобритании в 1946 году. При переиздании в США в 1953 году текст романа также был сильно сокращён (примерно на 14 %), и большинство изданий с тех пор используют укороченную версию[5].